# Colutea
A Colutea a hüvelyesek (Fabales) rendjébe, ezen belül a pillangósvirágúak (Fabaceae) családjába tartozó nemzetség.

## Rendszerezés
A nemzetségbe az alábbi 28 faj és 1 hibrid tartozik:
- Colutea abyssinica Kunth & C.D.Bouché
- Colutea acutifolia Shap.
- Colutea afghanica Browicz
- pukkanó dudafürt (Colutea arborescens) L. - típusfaj
- Colutea armata Hemsl. & Lace
- Colutea armena Boiss. & A.Huet
- Colutea atabajevii B.Fedtsch.
- Colutea atlantica Browicz
- Colutea brachyptera Sumnev.
- Colutea brevialata Lange
- Colutea buhsei (Boiss.) Shap.
- Colutea cilicica Boiss. & Balansa
- Colutea delavayi Franch.
- Colutea gifana Parsa
- Colutea gracilis Freyn & Sint.
- Colutea insularis Browicz
- Colutea istria Mill.
- Colutea jamnolenkoi Shap.
- Colutea komarovii Takht.
- Colutea melanocalyx Boiss. & Heldr.
- Colutea multiflora Shap. ex Ali
- Colutea nepalensis Sims
- Colutea orientalis Mill.
- Colutea paulsenii Freyn
- Colutea persica Boiss.
- Colutea porphyrogramma Rech.f.
- Colutea triphylla Bunge ex Boiss.
- Colutea uniflora Beck ex Stapf
- Colutea × variabilis Browicz